# Lenzie
Lenzie (Lèanaidh in lingua gaelica scozzese) è una località della Scozia, situata nell'area di consiglio di Dunbartonshire Orientale.